# カービィのグルメフェス
『カービィのグルメフェス』（英語: Kirby’s Dream Buffet）は、ハル研究所が開発し、2022年8月17日に任天堂より発売されたNintendo Switch用ダウンロードソフトである。

## 概要
オープニングは、グルメフェスの日に、カービィがイチゴのケーキを食べようとするところから始まる。魔法のフォークによって、突然、カービィは小さくなる。
カービィたちが食べたイチゴの量を競い合う対戦アクションゲームで、最大4人プレイに対応している。
Switchで遊べる、カービィの他のゲームをプレイしていれば、そのゲームのBGMでグルメバトルができる。

## ホームテーブル
対戦モード
オンラインモード
オンラインで対戦できる。
ローカルモード
ソフトと本体が人数分用意し最大4人でプレイできる。
キャラおかしコレクション
集めたキャラおかしをケーキに飾ることができる。また、コレクションを見られる。
きせかえスキン
カービィの色やスキンを変えられる。
ごほうびメニュー
グルメランクの詳細が見られる。
フリーロール
広い遊び場で練習できる。コピーフード能力なども自由に使うことができ、時間制限もない。
クレジット
過去の冒険を見れたり、スタッフクレジットを見れたりする。

## ゲームルール
グルメグランプリ
レース、ミニゲーム、バトロワの3種類のゲームで遊べる。
シングルレース
山もりいちごを目指す。50個ある山盛りいちごを最初に食べたカービィが1位。
シングルミニゲーム
20秒から30秒程度で決着するミニゲームを行う。
カップインしていちごを食べよう
ハコをこわしていちごを食べよう
てきをたおしていちごを食べよう
ふってくるいちごを食べよう
シングルバトロワ
ここでコピーフード能力などを駆使してステージ外に相手を追い出せばいちごを横取りすることができる。
フリーロール
ホームテーブルとほぼ同じだが、制限時間が60分という決まりがある。

## コピーフード能力
各作品で登場するカービィの「コピー能力」に相当するもの。ステージの中で手に入る「コピーフード」を食べるとカービィがたべものの姿に変身する。コピー能力とは異なり能力使用時のみ姿が変化し、能力の種類に関係なく一度使用すると無くなる。